# Чижиков, Макар Иванович
Мака́р Ива́нович Чи́жиков (1891, Очаков — ноябрь 1919, там же) — революционер, участник гражданской войны на Украине. Военный комендант Очакова; председатель ЧК города.

## Биография
Сын черноморского рыбака. Столяр. С 1914 года занимался революционной деятельностью в г. Николаеве. Член подпольного социал-демократического кружка, созданного в Очакове. Занимался перевозкой прокламаций и революционной литературы из Одессы, был тесно связан с одесскими большевиками.
В 1917 — член Одесского Совета рабочих депутатов, один из организаторов первых одесских подразделений Красной Армии, руководитель Красной гвардии в Одессе.
Участник Одесского январского вооруженного восстания 1918 г. Во время австро-немецкой оккупации Украины находился в Одессе на подпольной работе.
В 1919 г. — военный комендант, комиссар укрепленного района, председатель ЧК города Очаков.
Погиб в бою с белогвардейцами.

## Память

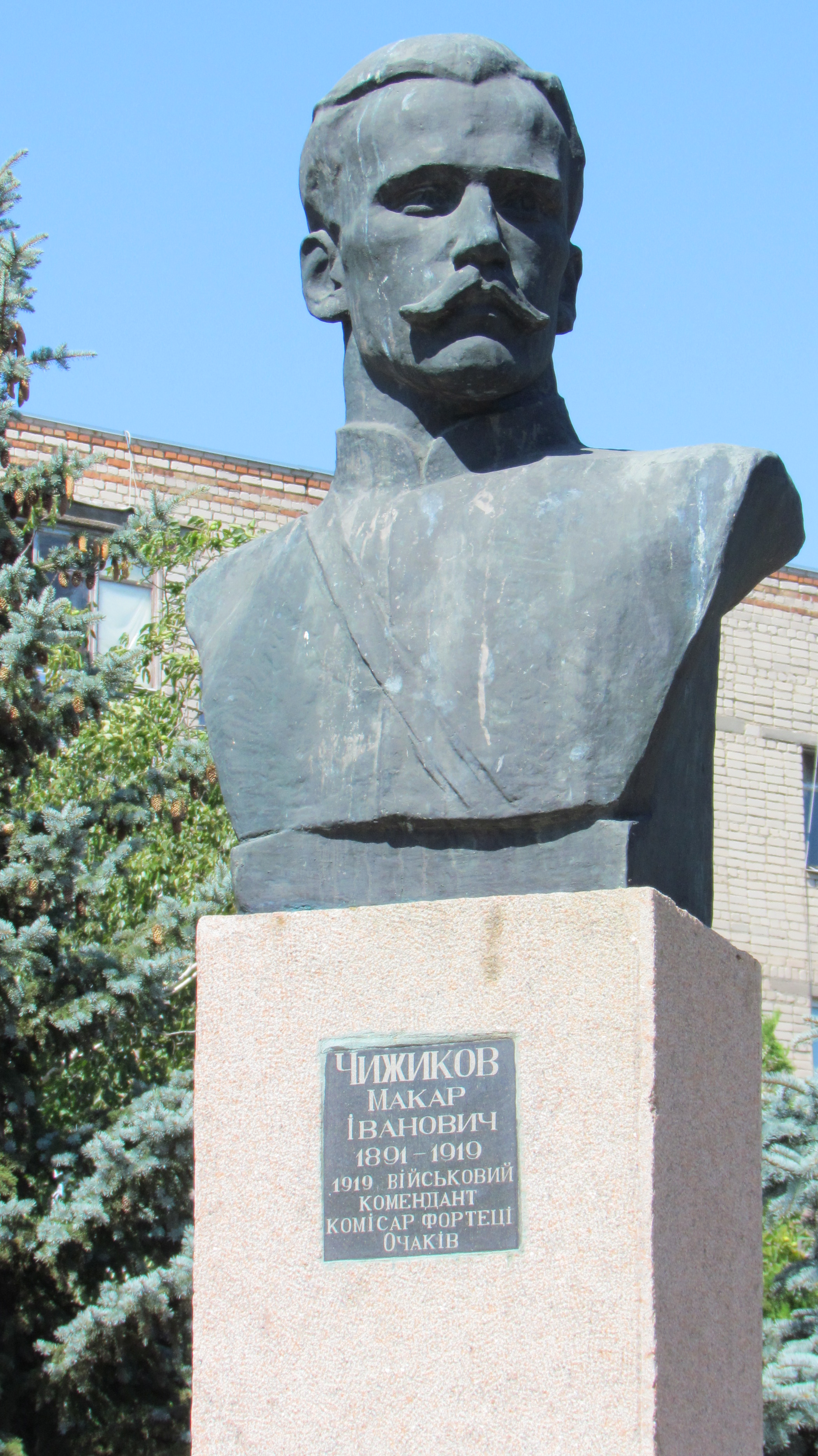
памятник М. И. Чижикову

- В 1984 г. в Очакове был установлен памятник М. И. Чижикову (скульптор Ломыкина З. Д.)[1].
- Именем Чижикова были названы улицы в Одессе (ныне — снова Пантелеймоновская) и Очакове.